# NGC 80
NGC 80 est une vaste galaxie lenticulaire située dans la constellation d'Andromède. NGC 80 a été découverte en 1828 par l'astronome britannique John Herschel.

## Caractéristiques
Sa vitesse par rapport au fond diffus cosmologique est de 5 304 ± 28 km/s, ce qui correspond à une distance de Hubble de 78,2 ± 5,5 Mpc (∼255 millions d'al).
À ce jour, 11 mesures non basées sur le décalage vers le rouge donnent une distance de 92,309 ± 33,857 Mpc (∼301 millions d'al), ce qui est à l'intérieur des valeurs de la distance de Hubble. Notons cependant que c'est avec la valeur moyenne des mesures indépendantes, lorsqu'elles existent, que la base de données NASA/IPAC calcule le diamètre d'une galaxie et qu'en conséquence le diamètre de NGC 80 pourrait être d'environ 50,1 kpc (∼163 000 al) si on utilisait la distance de Hubble pour le calculer.

## Groupe de NGC 80
NGC 80 est la principale galaxie du groupe qui porte son nom. Le groupe de NGC 80 comprend les galaxies NGC 81, NGC 85, NGC 86, NGC 93, IC 1541, IC 1548, MCG 01-02-10 (PGC 1384), CGCG 479-014B (PGC 1662109) et UCM 18+2216 (PGC 1671888). Une autre étude inclut la galaxie NGC 79 dans ce groupe. De plus, la base de données NASA/IPAC indique que NGC 90 et NGC 93 forment une paire de galaxies en interaction gravitationnelle. Ces deux galaxies sont près l'une de l'autre sur la sphère céleste et leur distance semblable à la Voie lactée sont semblables. Il semble donc, même si NGC 90 n'est pas mentionné dans les deux études mentionnées précédemment, qu'on doive l'inclure dans le groupe de NGC 80. Selon la version allemande de Wikipédia, la galaxie IC 1546 (aussi appelée NGC 85B sur le site de Wolfgang Steinicke) fait aussi partie du groupe de NGC 80. Elle est dans la même région du ciel que les autres galaxies mentionnées plus haut et à peu près à la même distance de la Voie lactée. Il faudrait donc aussi l'inclure dans ce groupe.